# 올레나 젤렌스카
올레나 볼로디미리우나 젤렌스카(우크라이나어: Олена Володимирівна Зеленська, 결혼 전 성은 키야슈코(Кияшко) 1978년 2월 6일~)는 우크라이나의 각본가로, 현재 우크라이나 대통령 볼로디미르 젤렌스키의 부인이다. 2019년 12월, 젤렌스카는 포커스 지가 발표한 100명의 가장 영향력 있는 우크라이나인 목록에서 30위를 차지하였다.